# Epinicio
Dentro de la poesía lírica, el epinicio (del griego ἐπινίκιον; pl.: ἐπινίκια) constituye una clase de textos del subgénero literario de la oda o himno, compuesto para glorificar al atleta o al auriga acreedor de un triunfo en los juegos olímpicos. Es un género propio de la Grecia clásica, y sus mejores cultivadores fueron Píndaro y Baquílides.
El epinicio consta de tres partes:
- Exposición del tema: el poeta nombra al héroe y cuenta su historia si la tiene, o la de sus antepasados.
- El poeta acumula el mayor número posible de alusiones mitológicas, tengan relación directa con los temas bosquejados en la primera parte o no. De ese modo, el autor muestra su erudición, su inventiva y su habilidad.
- Conclusión: consejos morales de moderación en el triunfo, generosidad con los vencidos, benevolencia con los súbditos y elogios si el héroe es un príncipe.

La oda o epinicio se componía por encargo, y solían usarse los mismos tópicos y fórmulas. Aunque no se descarta la posibilidad de que los mismos autores enviaran sus trabajos para ganarse los favores de sus "huéspedes" - así llamados los héroes festejados en sus obras -. Píndaro acuñó algunas fórmulas memorables, como que 

el hombre es el sueño de una sombra

Baquílides escribió aquello tan famoso de que 

más le valiera al hombre no haber nacido

Existen diversas traducciones de los epinicios de Píndaro al español, como los llevados a cabo por la helenista cubana Laura Mestre Hevia, o los del también helenista español Carlos García Gual.